# Uretritis no gonocócica
La uretritis no gonocócica (UNG) es una infección de la uretra ocasionada por un agente distinto a gonorrea, Neisseria gonorrhoeae. 
Esta determinación se da con fines clínicos y procedimentales. 

## Causas
El principal agente causal de la uretritis no gonocócica es Chlamydia trachomatis, que también es la causa más común de ITS en USA.
Nota: Es común la coinfección de clamidia y otros microorganismos no gonocócicos.

### Bacterias
Usualmente se aíslan Chlamydia trachomantis, Ureaplasma urealyticum, Gardnerella vaginalis y Mycoplasma genitalium.

### Virus
- Virus del Herpes Simple tipo 1 y 2, que se manifiestan con úlceras dolorosas en región genital.
- Adenovirus.

### Parásitos
Se pueden encontrar rara vez organismos como Trichomonas vaginalis.

### Otras etiologías no infecciosas
- Trauma físico (catéter, citoscopía, urolitiasis, etc.)
- Lesión química (antisépticos, espermicidas, jabón, etc.)
- Condiciones inflamatorias (liquen escleroso)

## Factores de riesgo[3]
La mayoría de los agentes etiológicos antes mencionados son transmitidos mediante relaciones sexuales sin el uso de preservativo, aunque también se deben tener en cuenta la mala higiene personal o de ropa interior si el uso es compartido.
- Relaciones sexuales sin protección
- Múltiples parejas sexuales
- Antecedente de otras infecciones de transmisión sexual

## Síntomas
Pueden incluir: dolor, irritación, prurito, disuria, secreción blanquecina o transparente de mal olor que sale de la uretra, pujo y tenesmo vesical, ardor y dolor al orinar, pueden también presentarse síntomas en la región perineal, oral y síntomas generales inespecíficos (fiebre, dolor de estómago, etc.). En mujeres se puede presentar secreción vaginal (de características similares a la uretral), cervicitis, ardor, dolor, un sangrado profuso puede indicar que la infección ha progresado a una enfermedad pelviana inflamatoria.

## Tratamiento
El tratamiento empírico para la uretritis no gonocócica es el siguiente:
- Recomendado: Doxiciclina, en dosis de 100mg vía oral 2 veces al día durante 7 días[4][2]
- Alternativa: Azitromicina[4]

En caso de sospecha de tricomoniasis (zona de alta prevalencia, pareja con tricomoniasis), se elige Metronidazol o Tinidazol.

## Síntomas recurrentes o persistentes
Son comunes. Las causas posibles son:
- Mala adherencia al régimen antimicrobiano
- Reinfección (Principal causa, se deben evaluar los hábitos)
- Resistencia antimicrobiana
- Involucramiento de otros microorganismos tratados inadecuadamente por el régimen empírico (principalmente, M. genitalium o T. vaginalis)[5]

## Complicaciones
- Otras infecciones genitourinarias: Cistitis, epididimitis, prostatitis, cervicitis, EPI.[2]
- Infertilidad
- Estenosis o constricción uretral
- Artritis reactiva

- Datos: Q517306
- Multimedia: Non-specific urethritis / Q517306